# 保原站

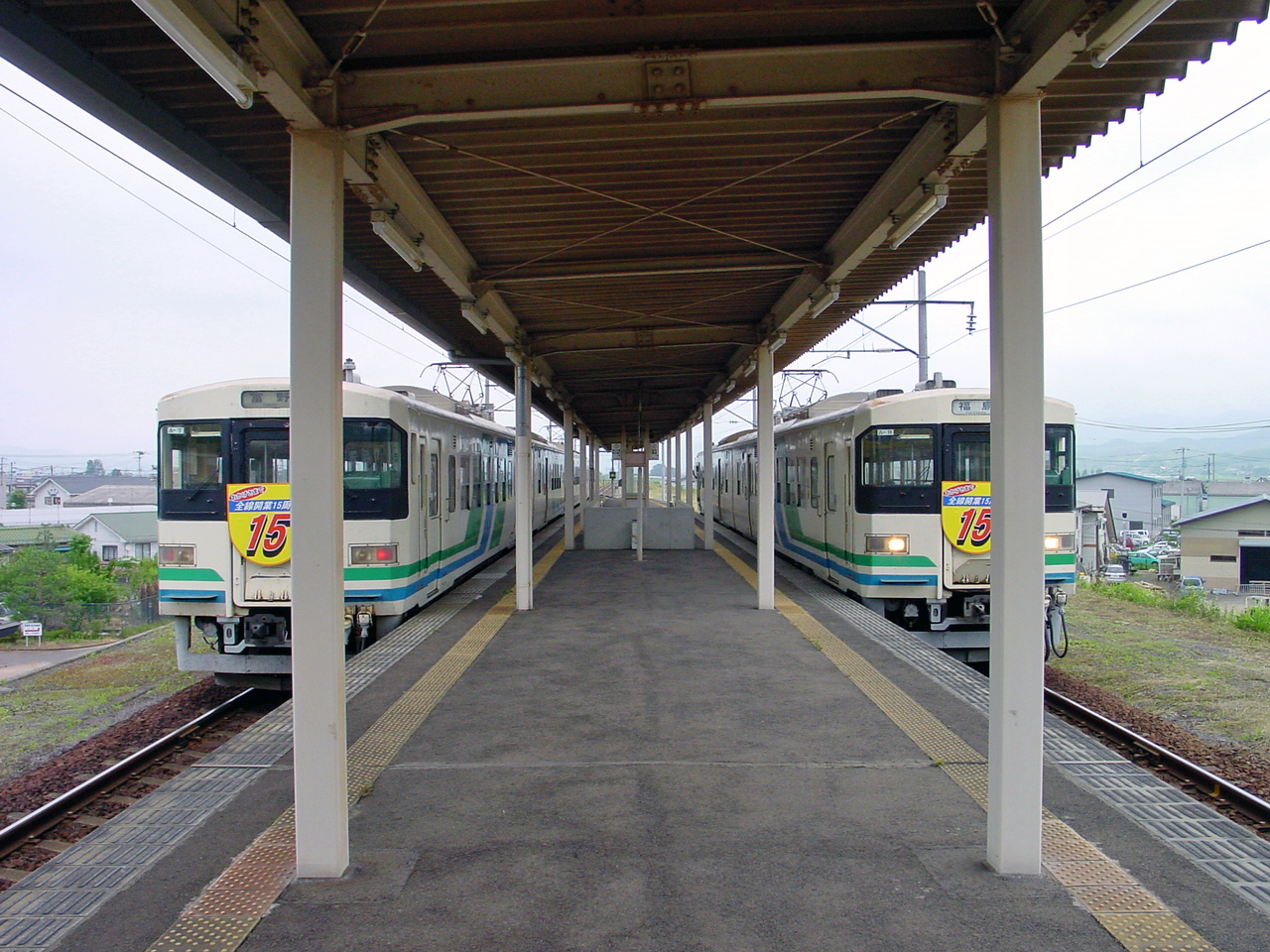
月台（2003年7月）

保原站（日语：／ Hoboba eki */?）是位於福島縣伊達市保原町字東野崎，阿武隈急行的阿武隈急行線車站。
車站的口頭禪是「水果之里，時尚編織之町」

## 歷史
- 1988年（昭和63年）7月1日 - 車站啟用。

## 車站構造
此站是地面車站，設有1面2線的島式月台。上行本線側設有維護路軌基地路軌。
站內設有自動售票機（2台）、櫃臺、伊達市觀光物產協會（商店，觀光資訊處）和保原站社區中心。

## 使用狀況
在2016年度的1日平均乘車人次為542人。以下為近年乘車人次變化：
| 乘車人員變化 | 乘車人員變化     |
| 年度         | 1日平均 乘車人次 |
| ------------ | ---------------- |
| 2000         | 693              |
| 2001         | 655              |
| 2002         | 603              |
| 2003         | 559              |
| 2004         | 545              |
| 2005         | 548              |
| 2006         | 540              |
| 2007         | 508              |
| 2008         | 540              |
| 2009         | 507              |
| 2010         | 477              |
| 2011         | 434              |
| 2012         | 548              |
| 2013         | 570              |
| 2014         | 581              |
| 2015         | 544              |
| 2016         | 542              |

## 車站周邊
此站與伊達市保原町市區有一段距離。車站附近設有郊外型商店。在保原町市區內設有福島交通保原巴士中心。在1971年（昭和46年）前，該巴士中心原來是福島交通飯坂東線保原站，在軌道線廢止後改名為「巴士中心」。車站南邊為工業團地。
- 國道349號（日语：国道349号）
- 東京鞋子流通中心（日语：東京靴流通センター）保原店
- GEO保原店
- 味處大番保原店
- 麵次郎
- 保原郵局（日语：保原郵便局）
- 福島信用金庫（日语：福島信用金庫）保原分店
- 福島銀行（日语：福島銀行）保原分店
- 大東銀行（日语：大東銀行）保原分店
- 時尚中心島村（日语：しまむら）保原店
- Harika（日语：ハリカ）保原店
- 農產物直銷處Koransho市場
- Coop Mart保原
- DAISOCoop Mart保原店
- Hashi藥品保原店
- 福島縣立保原高等學校（日语：福島県立保原高等学校）

※伊達市政廳靠近大泉站

## 巴士路線
| 乘車場          | 系統                 | 主要途經                     | 目的地       | 巴士公司 | 備註 |
| --------------- | -------------------- | ---------------------------- | ------------ | -------- | ---- |
|                 | 經月之輪 保原線      | 保原高校前                   | 保原巴士中心 | 福島交通 |      |
| 經伊達 掛田線   | 柱田                 | 掛田站前                     |              | 福島交通 |      |
|                 | 經伊達 掛田線        | 保原巴士中心、上戶、伊達長岡 | 福島站東出口 | 福島交通 |      |
| 經月之輪 保原線 | 上保原、月之輪、岡部 | 福島站東出口                 |              | 福島交通 |      |

## 其他
- 由於車站大樓外型彷照舊伊達郡公所（日语：旧伊達郡役所），因此在2002年（平成14年）被選定為東北車站百選。為配合車站大樓風格，站前還設有舊式圓柱型郵筒。
- 在伊達市政廳本廳舍位於舊保原町位置，因此在JTB時間表中，此站成為「市的代表站」。

## 相鄰車站
阿武隈急行
■阿武隈急行線
上保原－保原－大泉

## 注腳
1. ↑  .   [2021-01-18]. （原始内容存档于2018-06-08）.